# Victor Bruce
Victor Alexander Bruce, 9.º Conde de Elgin, 13er Conde de Kincardine, KG, GCSI, GCIE, PC (16 de mayo de 1849 – 18 de enero de 1917) fue un político británico que ejerció el cargo de Virrey de la India entre 1894 y 1899.
Lord Bruce (como era conocido hasta la muerte de su padre en 1863) nació en Montreal, donde su padre ocupaba el cargo de Gobernador General de Canadá. 
Educado en Glenalmond, Eton y Balliol College, Elgin comenzó en política en las filas del Partido Liberal, como Primer Comisionado de Obras en el gobierno de Gladstone, en 1886.
Siguiendo los pasos de su padre, Elgin fue nombrado Virrey de la India en 1894. Su virreinato se caracterizó por la pérdida de la pompa y de la ceremonia asociada al cargo, aplicando una política conservadora no acorde con la situación social y económica de la época. Volvió a Inglaterra en 1899 y fue hecho miembro de la Orden de la Jarretera.
Entre 1902 y 1903, Elgin fue presidente de la comisión que investigó la conducta británica durante la segunda guerra bóer. Cuando los liberales volvieron al poder en 1905, Elgin se convirtió en Secretario de Estado para las Colonias (con Winston Churchill como subsecretario). Como Secretario colonial, mantuvo una política conservadora, opuesta a las ideas sobre la colonia de Sudáfrica del primer ministro Campbell-Bannerman.
Elgin se retiró de la vida pública en 1908, muriendo nueve años después en la finca familiar en Dunfermline.